# Tuńczyk biały
Tuńczyk biały, tuńczyk albakora, tuńczyk długopłetwy (Thunnus alalunga) – gatunek morskiej ryby z rodziny makrelowatych (Scombridae). Poławiana gospodarczo na dużą skalę. Opisany został pod nazwą Scomber germon, skąd zaczerpnięto polską nazwę germon, później został zaliczony do rodzaju Albacora (stąd powszechna w literaturze nazwa albakora).

## Występowanie
Otwarte wody oceaniczne strefy tropikalnej i umiarkowanej oraz Morze Śródziemne, spotykana na głębokościach do 50 m, gatunek kosmopolityczny. 

## Budowa
Budowa typowa dla tuńczyków. Cechą charakterystyczną są szablaste, wydłużone płetwy piersiowe sięgające poza połowę ciała. Stanowią ok. 30% całkowitej długości ryby. Grzbiet i boki niebieskie z metalicznym połyskiem, srebrzystobiały brzuch. Pęcherz pławny ma bardziej rozwinięty niż tuńczyk błękitnopłetwy.
Tuńczyki białe osiągają do 140 cm długości i 60 kg masy ciała. Ich mięso jest białe, w odróżnieniu od mięsa innych tuńczyków.

## Rozmnażanie
Ikra ma średnicę poniżej 1 mm. Zawiera kroplę tłuszczu. Jest składana w wodach pelagialnych.